# La Manzana Uno
La Manzana Uno es una localidad de México perteneciente al municipio de El Arenal en el estado de Hidalgo.

## Geografía
A la localidad le corresponden las coordenadas geográficas 20° 12’ 3.315” de latitud norte y 98° 54’ 20.748” de longitud oeste, con una altitud de 2082 m s. n. m. Se encuentra a una distancia aproximada de 3.07 kilómetros al suroeste de la cabecera municipal, El Arenal.
En cuanto a fisiografía se encuentra dentro de las provincia del Eje Neovolcánico, dentro de la subprovincia de Llanuras y Sierras de Querétaro e Hidalgo; su terreno es de llanura y lomerío. En lo que respecta a la hidrografía se encuentra posicionado en la región del río Panuco, dentro de la cuenca del río Moctezuma, en la subcuenca del río Actopan. Cuenta con un clima semiseco templado.

## Demografía
En 2020 registró una población de 1009 personas, lo que corresponde al 5.09 % de la población municipal. De los cuales 472 son hombres y 537 son mujeres. Tiene 205 viviendas particulares habitadas.
| Gráfica de evolución demográfica de La Manzana Uno entre 1990 y 2020                         |
|                                                                                              |
| Población de los censos y conteos del Instituto Nacional de Estadística y Geografía (INEGI). |

## Economía
La localidad tiene un grado de marginación alto y un grado de rezago social bajo.